# Sint-Andreaskerk (Runkelen)

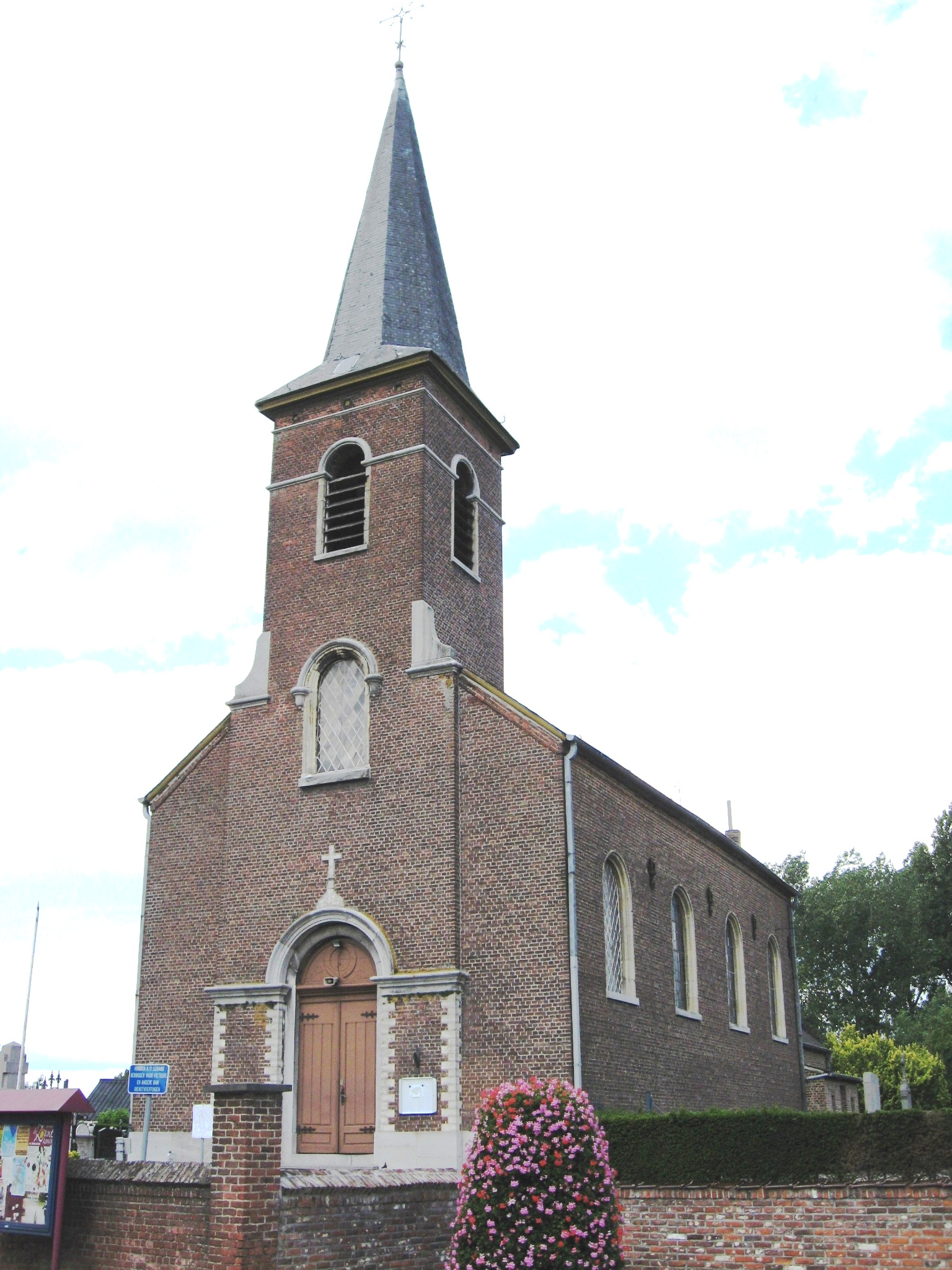
Sint-Andreaskerk

De Sint-Andreaskerk is de parochiekerk van Runkelen, gelegen aan Runkelen-Dorp.
Deze neoclassicistische zaalkerk werd omstreeks 1850 gebouwd. Ze heeft een eenbeukig schip met een ingebouwde westtoren. Het gebouw is uitgevoerd in baksteen en werd afgewerkt met hardsteen.
Het schip heeft een vlakke zoldering, en het koor een kruisribgewelf.
De kerk bezit een 17e-eeuws houten Sint-Andreasbeeld en uit dezelfde tijd een houten Sint-Corneliusbeeld. Eind-17e-eeuws is een Jezus aan het Kruis. Het hardstenen doopvont is 14e-eeuws, met een 19e-eeuws bekken. De houten koorlezenaar stamt uit einde 18e eeuw.